# Pai Pérsio de Xangô
Pérsio Geraldo da Silva ( - São Paulo, 14 de dezembro de 2010) ou como era mais conhecido Tata Pércio de Xangô, babalorixá do Candomblé de São Paulo do Ilê Alaqueto Axé Airá, localizado na Vila Batistini em São Bernardo do Campo.
O professor Reginaldo Prandi escreveu: "Pérsio de Xangô, que já morava em São Paulo com casa de umbanda, voltou à Bahia em 1965, onde se iniciou com Nézinho de Muritiba, sendo sua dofona de barco Tia Nilzete, filha carnal de Simpliciana, ialorixá do Axé de Oxumarê, em Salvador. Em 1971, Pérsio iniciou Tonhão de Ogum, de quem mãe Rosinha foi a mãe-pequena. Seu Nézinho da Muritiba era o chefe do Terreiro do Portão de Muritiba, no Recôncavo, onde Mãe Rosinha de Xangô era mãe-pequena."
Após o falecimento de Nezinho de Muritiba, Tata Pérsio deu obrigação de 7 anos com Mãe Menininha, ialorixá do Terreiro do Gantois, Salvador, Bahia.
Tatá Pérsio de Xangô faleceu na madrugada de 14 de dezembro de 2010 devido a problemas de diabetes, foi um dos mais importantes babalorixás do Candomblé de São Paulo, do Ilê Alaqueto Axé Airá, localizado no bairro Batistini, em São Bernardo do Campo, na região do Grande ABC.
Seu primeiro terreiro foi na V.Quilherme, na rua Caçador, um dos seus primeiros filhos de santo foi, João do Ossain, neste período teve muitas ajudas, tais como, Tology e Balbino (Obá), após algum tempo, se mudou para São Bernardo do Campo, onde montou sua primeira roça, na Rua dos Vianas, no Jd. Farina. Onde iniciou diversos filhos de santo, tal como a atual e uma das herdeiras do axé, Luizinha de Nanã, os outros são seus pupilos, Ogã Gilberto, Ogã Carlinhos e Qui de Yemanja, que foram iniciados no axé Batistini.

Temos que render as homenagens a "Mãe Bida de Iemanjá", ialorixa, iniciou com Nezinho de Muritiba e mãe Menininha do Gantois, tinha seu terreiro em Cascadura, no Rio de Janeiro e pertencente a irmandade da Boa Morte.